# Bataille de Kilinochchi

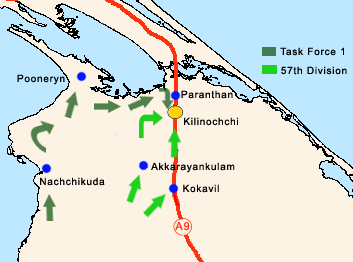
Théâtre des opérations lors de la bataille.

La bataille de Kilinochchi se déroula du 23 novembre 2008 au 2 janvier 2009 entre l'armée gouvernementale du Sri Lanka et les Tigres Tamouls (LTTE) à la fin de la guerre civile du Sri Lanka. Cette bataille se termine par une victoire décisive de l'armée sri lankaise qui repousse les dernières forces LTTE vers la côte orientale et les enferme dans la poche de Mullaithivu.

## Contexte
Kilinochchi était la capitale administrative et judiciaire des Tigres Tamouls,,,.
Le 18 octobre 2008, la 57e division prend Akkarayankulam au sud de la ville. La jonction de Iranamadu est aussi prise par l'armée. Plus à l'ouest, le 1er corps expéditionnaire (devenue ensuite la 58e division) s'empare de Pooneryn (15 novembre) puis de Paranthan (31 décembre) alors que la bataille fait rage autour de Kilinochchi. Ce mouvement permettra de menacer la ville par le nord et provoquera rapidement son évacuation.

## La bataille
L'essentiel de la bataille se déroule sur le front sud. L'armée sri-lankaise, soutenue par son aviation, lance plusieurs offensives contre les lignes défensives des LTTE et tente en vain d'entrer dans la ville. Une guerre d'usure s'engage alors que les offensives de l'armée (16 décembre notamment) échouent tout comme les contre-offensives des LTTE (10  et 20 décembre pour les principales).
Cependant, ces efforts sur le sud du front empêche les LTTE de défendre efficacement la région ouest de leur capitale, dépourvue en outre de lignes défensives. L'avancée de la 58e division qui s'assure des positions au nord de Kilinochchi le 31 décembre à Paranthan menace alors les Tigres tamouls d'encerclement. Ils battent alors en retraite vers l'est. Le 2 janvier, les soldats de l'armée sri-lankaise entrent sans combats dans Kilinochchi, évacuée par sa population. 